# زمین‌لرزه ۱۹۸۸ چین
زمین‌لرزه چین  در تاریخ ۶ نوامبر ۱۹۸۸ میلادی، برابر با ‎۱۵ آبان ۱۳۶۷، ساعت ۱۳:۰۳:۱۹ به زمان یوتی‌سی در چین رخ داد. ژرفای این زلزله ۲۲٫۸ کیلومتر بود، و بزرگی آن ۷ در مقیاس Mw اعلام شده‌است. زمین‌لرزه به وقت محلی در روز یکشنبه، ساعت ۲۱ روی داده و منطقه زمانی آن یوتی‌سی +۸ بوده‌است .
سازمان زمین‌شناسی آمریکا نیز رومرکز این زمین‌لرزه را در مختصات ۲۲°۴۷′۲۰″شمالی ۹۹°۳۶′۴۰″شرقی / ۲۲٫۷۸۹°شمالی ۹۹٫۶۱۱°شرقی و ژرفای آن را در ۱۷ کیلومتر گزارش کرده‌است. بزرگی برگزیدهٔ این سازمان از میان بزرگی‌های محاسبه‌شدهٔ مختلف ۷٫۳ در مقیاس Ms بوده و از دید اثر، در میان چهار دسته‌بندی «نامحسوس»، «محسوس»، «زیان‌آور» یا «با تلفات»، زلزله را «با تلفات» اعلام کرده‌است.در زمین‌لرزه ۶۷ درصد ساختمان‌های همگانی در Lancang-Menglian خراب شده‌است.رانش زمین در آن به وجود آمده‌است.
پروژهٔ «تنسور گشتاور مرکزوار» زاویه‌های (راستا، شیب، ریک) گسل سازندهٔ زمین‌لرزه و صفحه عمود بر آن را (°۳۳۳، °۷۸، °۱۷۴) یا (°۶۴، °۸۴، °۱۲) و نوع گسل را «امتدادلغز» فرارسانده‌است.
شمار کشتگان زلزله حدود ۷۳۰ نفر بوده‌است.تعداد زخمیان ۷۷۵۱ نفر برآورده شده‌است.بی‌خانمان شدگان نیز ۲۶۷۰۰۰ نفر اعلام شده‌است.